# Space Invaders Infinity Gene
Space Invaders Infinity Gene est un jeu vidéo de type shoot 'em up développé et édité par Taito, sorti en 2009 sur iOS, Android, PlayStation Network (PlayStation 3) et Xbox Live Arcade (Xbox 360).

## Développement
Pendant le développement de Space Invaders Infinity Gene, la division console de Taito travaillait sur Space Invaders Extreme.
Reisuke Ishida, game designer de Space Invaders Infinity Gene, n'a pas reçu de conseil de la part de Tomohiro Nishikado pour la conception. Toutefois lors de la démonstration du jeu, il émit son avis: il aimait bien le design simple et la sensation de vitesse.
Le message d'ouverture clame : « LE ROI DES JEUX CONTRE-ATTAQUE ! ». Reisuke Ishida raconte dans son interview de Retro Gamer Collection Volume 1, page 13, que cette phrase a pour but de partager le rôle de Space Invaders dans sa symbolisation personnel, dans l'évolution du jeu vidéo et de son impact culturel sur le monde auprès de la jeune génération : « Space Invaders Infinity Gene est la cristallisation de mes pensées, de mes sentiments envers Space Invaders et son rôle monumental dans l'histoire du jeu vidéo. »

## Accueil
- IGN : 8,7/10 (iOS)[2]